# Tibério Emílio Mamerco
Tibério Emílio Mamerco (em latim: Tiberius Aemilius Mamercus), chamado também de Tibério Emílio Mamercino, foi um político da gente Emília nos primeiros anos da República Romana eleito cônsul por duas vezes, em 470 e 467 a.C., com Lúcio Valério Potito, cônsul pela segunda vez, e Quinto Fábio Vibulano respectivamente. Caio Emílio Mamercino, tribuno consular em 394 e 391 a.C., era seu neto.

## Biografia
Tibério Emílio pertencia ao ramo Mamercino (ou Mamerco) da nobre gente Emília, uma antiga gente patrícia da Roma Antiga. Era filho de Lúcio Emílio Mamerco (ou Mamercino).

### Primeiro consulado (470 a.C.)
Foi eleito em 470 a.C. juntamente com Lúcio Valério Potito.
Durante seu mandato, os tribunos da plebe novamente trouxeram a questão da reforma agrária perante o Senado Romano, proposta durante o consulado de Espúrio Cássio Vecelino e Próculo Vergínio Tricosto Rutilo (Lex Cassia agraria). Os dois cônsules pareciam favoráveis, mas Tibério ainda nutria uma antiga mágoa contra os senadores, que haviam negado ao seu pai, Lúcio Emílio Mamerco, um triunfo depois de sua vitória contra os veios em 478 a.C. A proposta acabou rejeitada, principalmente por causa dos esforços de Ápio Cláudio, cônsul do ano anterior
Furiosos com o resultado, os tribunos Marco Duílio e Cneu Sício se vingaram acusando Ápio Cláudio de uma variedade de crimes, o suficiente para que ele fosse levado a julgamento; porém, Ápio Cláudio morreu antes, frustrando os tribunos. Segundo Lívio, Ápio ficou gravemente enfermo e morreu antes do processo; segundo Dionísio de Halicarnasso, ele se suicidou, mas seus parentes disfarçaram inventando uma doença.
No mesmo ano, os dois cônsules foram enviados para lutar contra dois povos inimigos de Roma, Tibério contra os sabinos e Lúcio contra os équos. Depois de algumas escaramuças, romanos e sabinos mantiveram suas posições sem entrar em combate direto, retirando-se depois de alguns dias sem um vencedor ou perdedor.

### Segundo consulado (467 a.C.)
Ele foi eleito novamente em 467 a.C., desta vez com Quinto Fábio Vibulano, mais uma vez apoiando a lei agrária.
Novamente houve forte discordância por parte de senadores e dos proprietários de terras, temerosos de perderem suas terras. Quinto Fábio propõs distribuir à plebe apenas as terras conquistadas dos volscos no ano anterior pelo cônsul Tito Quíncio Capitolino Barbato, fundando uma colônia perto de Anzio (em latim: Antium). Esta solução conseguiu manter a paz social na cidade, mas não agradou à população, que se sentiu afastada de casa. Somente uns poucos aderiram e uma parte das terras acabaram distribuídas entre os aliados latinos e hérnicos, e, quando não havia mais pretendentes, uma parte foi devolvida aos habitantes de Anzio.
Ainda durante o seu segundo mandato, Tibério marchou contra os sabinos, mas, sem encontrar nenhum exército para lutar, limitou-se a devastar o território inimigo.